# إلفيس بلو
إلفيس بلو (بالإنجليزية: Elvis Blue) هو موسيقي ومغني جنوب أفريقي، ولد في 28 ديسمبر 1979 في Linden, Gauteng ‏ في جنوب أفريقيا.

## وصلات خارجية
- الموقع الرسمي
- إلفيس بلو على موقع ميوزك برينز (الإنجليزية)